# Slepeldamme
Slepeldamme was de plaats waar de Eede uitmondde in het Coxysche Gat, zodat schepen vanuit Aardenburg het Zwin konden bereiken. Slepeldamme lag ten noorden van het huidige Draaibrug.
Reeds in 1280 werd hier een sluis gebouwd. Daar werd tol geheven door de Graaf van Vlaanderen. In 1328 kwamen een aantal steden in opstand tegen de Graaf, waarbij de sluis vernield werd. Nadat deze weer was hersteld werden in 1337 dijken aangelegd. Niettemin verviel de haven. Bij de inundaties van 1583 en 1604 werd de sluis vernield, terwijl ook de bij de sluis ontstane nederzetting Slepeldamme in de golven verdween. Nadat de Eedepolders opnieuw waren ingedijkt in 1650, bleef de Eede bestaan als toegangsvaart tot de Aardenburgse haven.
In 1604 werd aan de Sluisse Zijde het Fort Slepeldamme gebouwd. Dit raakte in onbruik, waarna in 1745 het Aardenburgs Havenfort (kortweg: Havenfort) op dezelfde plaats werd opgericht. In 1747 is dit, tijdens de Oostenrijkse Successieoorlog, nog door de Fransen bezet geweest. In 1794 werd het fort door de Fransen, onder aanvoering van Dominique Vandamme, opnieuw gebruikt tijdens het beleg van Sluis.
Driemaal is hier een poging tot afdamming verricht, en wel in 1688, 1702 en 1745. Deze afdamming had steeds een militaire functie en werd, nadat de oorlogsdreiging was verdwenen, weer ongedaan gemaakt. In 1813 volgde de definitieve afsluiting, waarbij de Aardenburgse Havenpolder ontstond.